# دوستت دارم، دوستت دارم
دوستت دارم، دوستت دارم (فرانسوی: Je t'aime, je t'aime‎) فیلمی در ژانر علمی–تخیلی به کارگردانی آلن رنه است که در سال ۱۹۶۸ منتشر شد. از بازیگران آن می‌توان به کلود ریش، ایرن تانک، آلن رب-گریه، برنارد فرسون و ژان مارتن اشاره کرد.

## داستان
مردی پس از اقدام به خودکشی برای شرکت کردن در یک آزمایش سفر در زمان که پیش از این فقط بر روی موشها آزمایش شده انتخاب می‌شود. مشکلی فنی در آزمایش موجب می‌شود تا مرد به‌طور اتفاقی لحظاتی از گذشته خود را تجربه کند.